# Сулиговка
Сулиговка (укр. Сулигівка) — село в Изюмском районе Харьковской области Украины. Относится к Бражковскому сельсовету.

## Население
Население по переписи 2001 года составляло 209 человек (98 мужчин и 111 женщин).

## Географическое положение
Село Сулиговка находится на расстоянии в 2 км от села Бражковка. К селу примыкает небольшой лесной массив (дуб). По селу протекает пересыхающий ручей с несколькими запрудами.

## Экономика
- Молочно-товарная ферма.

## Объекты социальной сферы
- Школа (закрыта в 2009 году).